# Rawhide (série télévisée)
Pour les articles homonymes, voir Rawhide.
Rawhide est une série télévisée américaine en 217 épisodes de 50 minutes en noir et blanc, créée par Charles Marquis Warren et diffusée entre le 9 janvier 1959 et le 7 décembre 1965 sur le réseau CBS.
En France, la série a été diffusée à partir du 30 juin 1986.
En anglais, rawhide signifie « cuir brut ».

## Synopsis
Cette série raconte le voyage d'un groupe de vachers (cow-boys) chargés de convoyer 3 000 têtes de bétail de San Antonio, Texas, à Sedalia, Missouri, dans les années qui suivent la Guerre de Sécession. Le groupe, où se distinguent les personnages de Rowdy Yates (Clint Eastwood) et du cuisinier, est dirigé par le chef de piste Gil Favor (Eric Fleming). Le parcours est émaillé par une suite de rencontres, origines d'autant d’incidents (saison 1), qui ne remettent cependant pas en question l'avancée de la caravane.

## Distribution
- Eric Fleming (VF : Daniel Gall) : Gil Favor
- Clint Eastwood (VF : Jacques Thébault) : Rowdy Yates
- Sheb Wooley : Pete Nolan
- Paul Brinegar : Wishbone
- Steve Raines : Jim Quince
- Rocky Shahan : Joe Scarlett
- James Murdock (en) : Harkness « Mushy » Mushgrove
- Robert Cabal : Hey Soos Patines (1961-1964)
- Charles D. Gray : Clay Forrester (1962-1963)
- John Ireland : Jed Colby
- David Watson : Ian Cabot (1965)
- Raymond St. Jacques : Solomon King (1965)

## Épisodes

### Première saison (1959)
Les épisodes ont été diffusés du 9 janvier au 26 juin 1959
1. Le Wagon Cellulaire (Incident of the Tumbleweed)
2. Le Trouble-Fête (Incident at Alabaster Plain)
3. L'Exécuteur (Incident with an Executioner)
4. Les Malheurs De Sophie (Incident of the Widowed Dove)
5. Au Bord de la Folie (Incident on the Edge of Madness)
6. Le Pouvoir et la Charrue (Incident of the Power and the Plow)
7. La Vie a un Fil (Incident at Barker Springs)
8. À l'Ouest de Lano (Incident West of Lano)
9. Plus de peur que de mal (Incident of the Town in Terror)
10. Le veau d'or (Incident of the Golden Calf)
11. L'herbe à coyote (Incident of the Coyote Weed)
12. Quand souffle le Chubasco (Incident of the Chubasco)
13. Conflit (Incident of the Curious Street)
14. Canicule (Incident of the Dog Days)
15. L'amour en pâturage (Incident of the Calico Gun)
16. La femme aux deux visages (Incident of the Misplaced Indians)
17. La peur dans la rue (Incident of Fear in the Streets)
18. Le prix du sang (Incident Below the Brazos)
19. L'eau d'or (Incident of the Dry Drive)
20. L'ombre de Judas (Incident of the Judas Trap)
21. No man's land (Incident in No Man's Land)
22. Les commancheros (Incident of a Burst of Evil)

### Deuxième saison (1959-1960)
1. Le jour des morts (Incident of the Day of the Dead)
2. Feux d'artifice (Incident of the Roman Candles)
3. Épidémie sur le troupeau (Incident at Dangerfield Dip)
4. Le dernier round (Incident of the Shambling Man)
5. Le puits de Jacob (Incident at Jacob's Well)
6. Wishbone se fâche (Incident of the Thirteenth Man)
7. Les otages (Incident af the Buffalo Smokehouse)
8. Les collines hantées (Incident of the Haunted Hills)
9. Le puma (Incident of the Stalking Death)
10. La vallée de l'ombre (Incident of the Valley in Shadow)
11. La lumière bleue (Incident of the Blue Fire)
12. La trahison (Incident at Spanish Rock)
13. Les druides (Incident of the Druid Curse)
14. Panique à Red River (Incident at Red River Station)
15. L'argent du seigneur (Incident of the Devil and his Due)
16. Le mystérieux peintre (Incident of the Wanted Painter)
17. Un jumeau imprévu (Incident of the Tinker's Dam)
18. Le cheval de la nuit (Incident of the Night Horse)
19. Le gaucher (Incident of the Sharpshooter) (VOSTF)
20. La vieille fille (Incident of the Dust Flower)
21. Sulphur Creek (Incident at Sulphur Creek) (VOSTF)
22. Les bulles de la discorde (Incident of the Champagne Bottles) (VOSTF)
23. Astronome (Incident of the Stargazer)
24. La danse de la mort (Incident of the Dancing Death) (VOSTF)
25. Le troupeau invisible (Incident of the Arana Sacar)
26. Le Déserteur (Incident of the Deserter) (VOSTF)
27. Sortilèges (Incident of the 100 Amulets)
28. Le taureau de la mort (Incident of the Murder Steer)
29. L'horloger Suisse (Incident of the Music Maker) (VOSTF)
30. Le silence de l'innocence (Incident of the Silent Web) (VOSTF)
31. Les jeunes mariés (Incident of the Last Chance) (VOSTF)
32. Le jardin idyllique (Incident in the Garden of Eden)

### Troisième saison (1960-1961)
1. Cinq ans après (Incident at Rojo Canyon)
2. Le défi (Incident of the Challenge)
3. Le passage du dragon (Incident at Dragoon Crossing)
4. Visite nocturne (Incident of the Night Visitor)
5. Esclavage (Incident of the Slavemaster)
6. Le repenti (Incident on the Road of Yesterday)
7. Superstition (Incident at Superstition Prairie)
8. L'argent de Dieu (Incident at Poco Tiempo)
9. La captive (Incident of the Captive)
10. Le soldat Bison (Incident of the Buffalo Soldier) (VOSTF)
11. La femme du passé (Incident of the Broken Word)
12. Sur le sommet du monde (Incident at the Top of the World)
13. L'arrivée en terre promise (Incident near the Promised Land)
14. La fin de la piste (Incident of the Big Blowout)
15. L'indien Ogalla (Incident of the Fish out of Water)
16. Sur le retour (Incident of the Road Back)
17. Le dernier défi (Incident of the New Start)
18. La marque du "A" cerclé (Incident of the Running Iron) (VOSTF)
19. La rivière sombre (Incident Near Gloomy River)
20. En territoire Comanche (Incident of the Boomerang)
21. Les deux frères (Incident of his Brother's Keeper)
22. C'est arrivé au pays de nulle part (Incident in the Middle of Nowhere)
23. Le clairon fantôme (Incident of the Phantom Bugler)
24. L'idole perdue (Incident of the Lost Idol)
25. L'homme en fuite (Incident of the Running Man)
26. La dame de cœur (Incident of the Painted Lady)
27. Œil blanc (Incident Before Black Pass) (VOSTF)
28. Blackstorm père et fils (Incident of the Blackstorms)( VOSTF)
29. Une nuit au bal (Incident of the Night on the Town) (VOSTF)
30. Au voleur ! (Incident of the Wager on Payday) (VOSTF)

### Quatrième saison (1961-1962) VOSTF
1. Rio Salado (Incident at Rio Salado)
2. Le massacre du convoi (Incident of the Sendoff)
3. La mise à L'épreuve (Incident of the Long Shakedown)
4. Crimes et châtiments à Hondo Seco (Incident of Judgment at Hondo Seco)
5. La tribu perdue (Incident of the Lost Tribe)
6. Double jeu (Incident of the Inside Man)
7. Le mouton noir (Incident of the Black Sheep)
8. Un éléphant dans la prairie (Incident at the Prairie Elephant)
9. Les petits poissons (Incident of the Little Fishes)
10. L'espionne venue du Nord (Incident of the Blue Spy)
11. Le gentleman des gentlemen (Incident of the Gentleman's Gentleman)
12. Vingt-cinq pères Noël (Incident of twenty-Five Santa Clauses)
13. Le recensement (Incident of the Long Count)
14. La femme du capitaine (Incident of the Captain's Wife)
15. Le colporteur (Incident of the Peddler)
16. Les fiancées de L'Ouest (Incident of the Woman Trap)
17. Les filles du patron (Incident of the Boss's Daughters)
18. La patrouille des déserteurs (Incident of the Deserters' Patrol)
19. Une ville corrompue (Incident of the Greedy Town)
20. L'argent de mamie (Incident of Grandma's Money)
21. Le bonimenteur (Incident of the Pitchwagon)
22. L'enfant de la haine (Incident of Hostage Child)
23. La fièvre de l'or (Incident of Gold Fever)
24. La femme-enfant (Incident of the Child - Woman)
25. Une femme à sa place (Incident of a Woman's Place)
26. Les retrouvailles (Incident of the Reunion)
27. La maison du chasseur (Incident of the House of the Hunter)
28. Les immigrants (Incident of the immigrants)
29. L'impossible choix (Incident of The Devil and the Deep Blue)
30. Abilene (Incident to Abilene)

### Cinquième saison (1962-1963) VOSTF
1. Le chasseur de primes (Incident of the Hunter)
2. Le portrait (Incident of the Portrait)
3. Cactus Wells (Incident at Cactus Wells)
4. Le fils prodigue (Incident of the Prodigal Son)
5. Les quatre cavaliers (Incident of the Four Horsemen)
6. La femme égarée (Incident of the Lost Woman)
7. Les trois troupiers (Incident of the Dogfaces)
8. Les chasseurs de loups (Incident of the Wolvers)
9. Sugar Creek (Incident at Sugar Creek)
10. Le marié récalcitrant (Incident of the Reluctant Bridegroom)
11. Querencias (Incident of the Querencias)
12. Quivira (Incident at Quivira)
13. Johnny face à son destin (Incident of Decision)
14. Le Croque-Mort (Incident of the Buryin' Man)
15. En bout de piste (Incident at the Trail's End)
16. Spider Rock (Incident at Spider Rock)
17. L'homme de la montagne (Incident of the Mountain Man)
18. Crooked Hat (Incident at Crooked Hat)
19. Le jour du jugement (Incident of Judgment Day)
20. L'arbre au pendu (Incident of the Gallows Tree)
21. Le mari de la veuve (Incident of the Married Widow)
22. Pale Rider (Incident of the Pale Rider)
23. Le Commanchero (Incident of the Commanchero)
24. Le clown (Incident of the Clown)
25. L'as de pique (Incident of the Black Ace)
26. Les otages (Incident of the Hostages)
27. Œil-Blanc (Incident of White Eyes)
28. Rio Doloroso (Incident at Rio Doloroso)
29. Alkali Sink (Incident at Alkali Sink)

### Sixième saison (1963-1964) VOSTF
1. Le vent rouge (Incident of the Red Wind)
2. Le chef pacifique (Incident of Iron Bull)
3. El Crucero (Incident at El Crucero)
4. Le vagabond (Incident of the Travelin' Man)
5. Paradise (Incident at Paradise)
6. Le col de Farragut (Incident at Farragut Pass)
7. Les deux tombes (Incident at Two Graves)
8. Les écorcheurs (Incident of the Rawhiders)
9. La prophétie (Incident of the Prophecy)
10. Abus de confiance (Incident at Confidence Creek)
11. La danse du lion (Incident of the Death Dancer)
12. L'as du poker (Incident of the Wild Deuces)
13. La Geisha (Incident of the Geisha)
14. Le fantôme des dix arbres (Incident at Ten Trees)
15. Un marié au bout du canon (Incident of the Rusty Shotgun)
16. Au cœur de la nuit (Incident of Midnight Cave)
17. La dot des dundee (Incident of the Dowery Dundee)
18. Le traité de paix (Incident at Gila Flats)
19. L'arroseur arrosé (Incident of the Pied Piper)
20. L'escroc (Incident of the Swindler)
21. Le juif errant (Incident of the Wanderer)
22. Les régulateurs (Incident at Zebulon)
23. La cour martiale (Incident at Hourglass)
24. L'odyssée (Incident of the Odyssey)
25. Le banquier (Incident of the Banker)
26. L'incident du taureau (Incident of El Toro)
27. Deadhorse (partie 1) (Incident at Deadhorse pt. 1)
28. Deadhorse (partie 2) (Incident at Deadhorse pt. 2)
29. La déesse du hasard (Incident of the Gilded Goddess)
30. Seven Fingers (Incident at Seven Fingers)
31. La coupe de Peyote (Incident of the Peyote Cup)

### Septième saison (1964-1965) VOSTF
1. La course (Incident of the Race)
2. Un poing c'est tout (Incident of the Enormous Fist)
3. Un ami cher (Incident of Piney)
4. Le troupeau perdu (Incident of the Lost Herd)
5. Prime de risque (Incident of the Backshooter)
6. Son nom est Mushy (Incident of A Man Called Mushy)
7. Noir sur noir (Incident of Canliss)
8. Le démon du rail partie 1 (Incident of Damon's Road pt. 1)
9. Le démon du rail partie 2 (Incident of Damon's Road pt. 2)
10. Caporal Dasovik (Incident of Corporal Dasovik)
11. Le photographe (Incident of the Photographer)
12. Chiens et Cow-boys s'abstenir (Incident of No Dogs or Drovers)
13. Le rendez-vous des hors-la-loi (Incident of the Meeting)
14. Le cahier (Incident of the Book)
15. Josh (Incident of Josh)
16. La dernière heure (Incident of A Time for Waiting)
17. Une place au soleil (Incident of Moment in the Sun)
18. Favor mène l'enquête (Incident of Texas Fever)
19. Liens de sang (Incident of Blood Harvest)
20. Terre de violence (Incident of the Violent Land)
21. Pierre qui roule (Incident of the Winter Soldier)
22. Feu de prairie (Incident of Prairie Fire)
23. L'adieu au drapeau (Incident of Retreat)
24. Une moitié d'homme (Incident of the Empty Sleeve)
25. Le dernier ordre (Incident of the Last Order)
26. Madame Harmon (Incident of Mrs. Harmon)
27. Pour l'amour d'Emma (Incident of the Calf Women)
28. Le camp espagnol (Incident of the Spanish Camp)
29. El Hombre Bravo (Incident of El Hombre Bravo)
30. La veuve noire (Incident of the Gray Rock Hotel)

### Huitième saison (1965) VOSTF
1. Rendez-vous avec la mort (Incident of Encounter at Boot Hill)
2. La chevauchée du mensonge (Incident of Ride A Crooked Mile)
3. Six semaines pour Bent Fork (Incident of Six Weeks to Bent Fork)
4. La marche de la terreur (Incident of Walk into Terror)
5. Escorte pour l'enfer (Incident of Escort to Doom)
6. Un otage pour la corde (Incident of Hostage for Hanging)
7. Señora Vasquez (Incident of the Vasquez Woman)
8. Bras de fer à Broken Bluff (Incident of Clash at Broken Bluff)
9. La poursuite (Incident of the Pursuit)
10. Duel au point du jour (Incident of Duel at Daybreak)
11. La guerre de Buford (Incident of Brush War at Buford)
12. Voleurs en uniforme (Incident of the Testing Post)
13. La dernière traversée (Incident of Crossing at White Feather)

## Commentaires
Cette série est surtout restée célèbre pour avoir fait découvrir un jeune acteur prometteur : Clint Eastwood.
À partir de 1959, la série est adaptée en comics publiés par Dell Comics.

### Générique
Le générique de cette série, Rawhide, a été composé par Dimitri Tiomkin, sur les paroles de Ned Washington. Il était interprété par Frankie Laine.
Ce thème est également connu par les interprétations parodiques effectuées par le groupe des Blues Brothers dans le film homonyme, lors d'une traversée nocturne du désert dans Fievel au Far West, ou encore par l'âne dans Shrek 2, ainsi que par les éléphants de mer dans Happy Feet 2. Les Dead Kennedys l'ont repris en version punk dans leur album In God We Trust Inc. Il a également été repris par le groupe punk français Los Carayos (avec Manu Chao) et par le groupe de metal Ensiferum. Le groupe italien Litfiba le reprend aussi en concert sur son album Pirata en 1989.